# Oddur Grétarsson
Oddur Grétarsson (* 20. Juli 1990) ist ein Handballspieler aus Island.

## Karriere
Der 1,86 Meter große und 88 Kilogramm schwere Oddur Grétarsson spielte in seiner Jugend bei Þór Akureyri. Im Alter von 15 Jahren wurde er erstmals in der Herrenmannschaft von Þór Akureyri eingesetzt. Ab der Saison 2007/08 stand er bei KA Akureyri unter Vertrag. Zur Saison 2013/14 wechselte er zum Bundesligaaufsteiger TV Emsdetten. Trotz des sofortigen Wiederabstiegs blieb der linke Außenspieler dem Verein treu. In der Saison 2015/16 wurde er mt 267 Toren in 40 Spielen zweitbester Schütze der 2. Bundesliga. Nach vier Jahren und 641 Toren in 143 Ligaspielen verließ er Emsdetten im Sommer 2017 und schloss sich dem Ligarivalen HBW Balingen-Weilstetten an. Mit HBW gelang ihm 2019 der Aufstieg in die 1. Bundesliga. Nach der Saison 2021/22 stieg er mit Balingen in die 2. Bundesliga ab, in der Folgesaison stieg er mit der Mannschaft als Meister wieder in die Bundesliga auf. Im Sommer 2024 wird er zu Þór Akureyri zurückkehren.
Oddur Grétarsson stand im erweiterten Aufgebot für die isländische Nationalmannschaft für die Weltmeisterschaft 2011. Mit Island nahm er an der Weltmeisterschaft 2021 teil. Bisher bestritt er 24 Länderspiele und erzielte dabei 37 Tore.